# Соломонові острови (архіпелаг)
Соломо́нові острови — архіпелаг у Тихому океані, в Меланезії, на схід від острова Нова Гвінея.
Північна частина островів (Бугенвіль та Бука) належить державі Папуа Новій Гвінеї. На інших островах розташована держава Соломонові Острови.
На острові Гуадалканал розташована столиця країни Соломонові Острови — місто Хоніара.

## Список островів
- Бука
- Бугенвіль
- Вагіна
- Гуадалканал
- Макіра
- Малаїта
- Марамасіке
- Нова Джорджія (острови)

- Нова Джорджія
- Велья-Лавелья
- Сімбо
- Рендова
- Коломбангара
- Вангуну

- Расселл (острови)
- Санта-Ісабель
- Улава
- Трі-Сістерс острови
- Шортленд (Алу)
- Шуазель

## Природа
Острови переважно вулканічного походження. Є діючі вулкани (Бальбі, Багана). Висота островів сягає 2715 м (на острові Бугенвіль).
Клімат субекваторіальний, дуже вологий. Пересічні місячні температури повітря від 26 до 28 °C. Опадів випадає від 2300 до 7500 мм за рік. Із травня по жовтень переважає південно-східний пасат, із листопада по травень — північно-західний екваторіальний мусон.
На островах численні короткі багатоводні річки.
Більша частина островів вкрита вічнозеленими лісами (пальми, фікуси та інші). В найсухіших місцях — савани, по берегах — мангри.
Тваринний світ представлений такими тваринами, як пацюки, кажани, крокодили, ящірки, змії, велетенські жаби. Серед птахів поширені дикі голуби, папуги та інші.

На Соломонових Островах вчені National Geographic виявили найбільший у світі поодинокий корал виду Pavona clavus. Ширина корала — 34 м, вік — 300–500 років. Він здоровий, яскравий і слугує середовищем для морських тварин.
Корал назвали «променем надії», адже його великий розмір сприяє відновленню рифів, які страждають через зміну клімату. Проте фахівці попереджають, що навіть такі корали вразливі до глобального потепління.
Місцева влада сподівається, що відкриття приверне увагу туристів і науковців, наголошуючи на необхідності збереження екосистеми.

## Історія
Соломонові острови були відкриті в 1568 році іспанським мореплавцем Менданья де Нейра, який обміняв у місцевих жителів золото і назвав ці острови Соломоновими, порівнявши їх з Золотою країною Соломона. 1613 року Крістобаль Суарес де Фігероа видав книгу «Історія подорожі Менданьї», однак після цього відомості про острови загубили. Вдруге острови «відкрито» в 1824 році.

## Господарство
Серед населення островів поширене вирощування кокосової пальми, ананасів, дерева какао, бавовнику. Населення займається рибальством, лісорозробками та видобутком міді на острові Бугенвіль.
1. ↑  admin (17 листопада 2024). Біля берегів Соломонових Островів знайшли найбільший у світі корал. Новини Ю (рос.). Процитовано 17 листопада 2024.